# Where’s Wanda?
Where’s Wanda? ist eine deutschsprachige schwarze Comedy-Fernsehserie, die von Oliver Lansley und Zoltan Spirandelli entwickelt wurde. Sie wurde erstmals am 2. Oktober 2024 auf Apple TV+ ausgestrahlt und zeigt Heike Makatsch und Axel Stein in den Hauptrollen.

## Prämisse
Dedo und Carlotta Klatt, die verzweifelt nach ihrer verschwundenen Tochter Wanda suchen, nehmen die Sache selbst in die Hand und spionieren mit Hilfe ihres Sohnes Ole und Gegenständen aus dem Darknet ihre eigene Stadt aus. Das führt dazu, dass sie viele der verborgenen Geheimnisse der Stadt erfahren.
Die Ereignisse konzentrieren sich auf die fiktive Stadt Sundersheim, eine malerische, kreisförmige Gemeinde mit einem jährlichen Fest, das sich um ein lokales Monster dreht und an dem Tag stattfindet, an dem Wanda verschwindet.

## Folgen
Staffel 1 wurde ab dem 2. Oktober 2024 ausgestrahlt. Die Episodentitel entsprechen meist den Namen der Familien, die die Klatts ausspionieren:
- Folge 1 – Die Klatts (ursprünglicher Sendetermin: 2. Oktober 2024): Wanda, die Tochter der Klatts, wird vermisst. Ihre Eltern Carlotta und Dedo haben eine wilde Idee, um sie wieder zu finden.
- Folge 2 – Die Hessels (ursprünglicher Sendetermin: 2. Oktober 2024): Dedo bricht in das Haus eines ehemaligen Lehrers von Wanda ein. Ole erfährt von den Plänen seiner Eltern und beginnt ihnen zu helfen.
- Folge 3 – Die Roths (ursprünglicher Sendetermin: 9. Oktober 2024): Carlotta und Dedo beginnen einen Therapeuten auszuspionieren.
- Folge 4 – Die Vinsons (ursprünglicher Sendetermin: 16. Oktober 2024): Carlotta freundet sich mit der Tochter der Vinsons an. Dedo und Ole stoßen dabei auf einen neuen Hinweis.
- Folge 5 – Die Novaks (ursprünglicher Sendetermin: 23. Oktober 2024): Carlotta erfährt die Wahrheit über Dedo. Ole trifft auf Chris, der mehr weiß, als er zugibt.
- Folge 6 – Die Küchlers (ursprünglicher Sendetermin: 30. Oktober 2024): Carlotta und Dedo befinden sich in einer beängstigenden Situation, die sie dazu zwingt, sich ihren Problemen zu stellen.
- Folge 7 – Der King (ursprünglicher Sendetermin: 6. November 2024): Die Klatts schmieden einen Plan, um ihre Spuren zu verwischen.
- Folge 8 – Wanda-Fest (ursprünglicher Sendetermin: 13. November 2024): Während das Festival im Gange ist, machen die Klatts eine schockierende Entdeckung.

## Produktion
Im Jahr 2022 verpflichtete Apple die Produzentin Franziska An der Gassen als Creative Executive für Deutschland und gab 2023 grünes Licht für die Produktion der neuen Serie. Where’s Wanda? ist die erste deutschsprachige Serie von Apple TV+. Die Produktion wurde im Juli 2024 abgeschlossen. Die ersten beiden Episoden wurden am 2. Oktober ausgestrahlt und jeden Mittwoch folgt eine neue Episode.